# Tlacuilo
Pour les articles homonymes, voir Tlacuilo (roman).

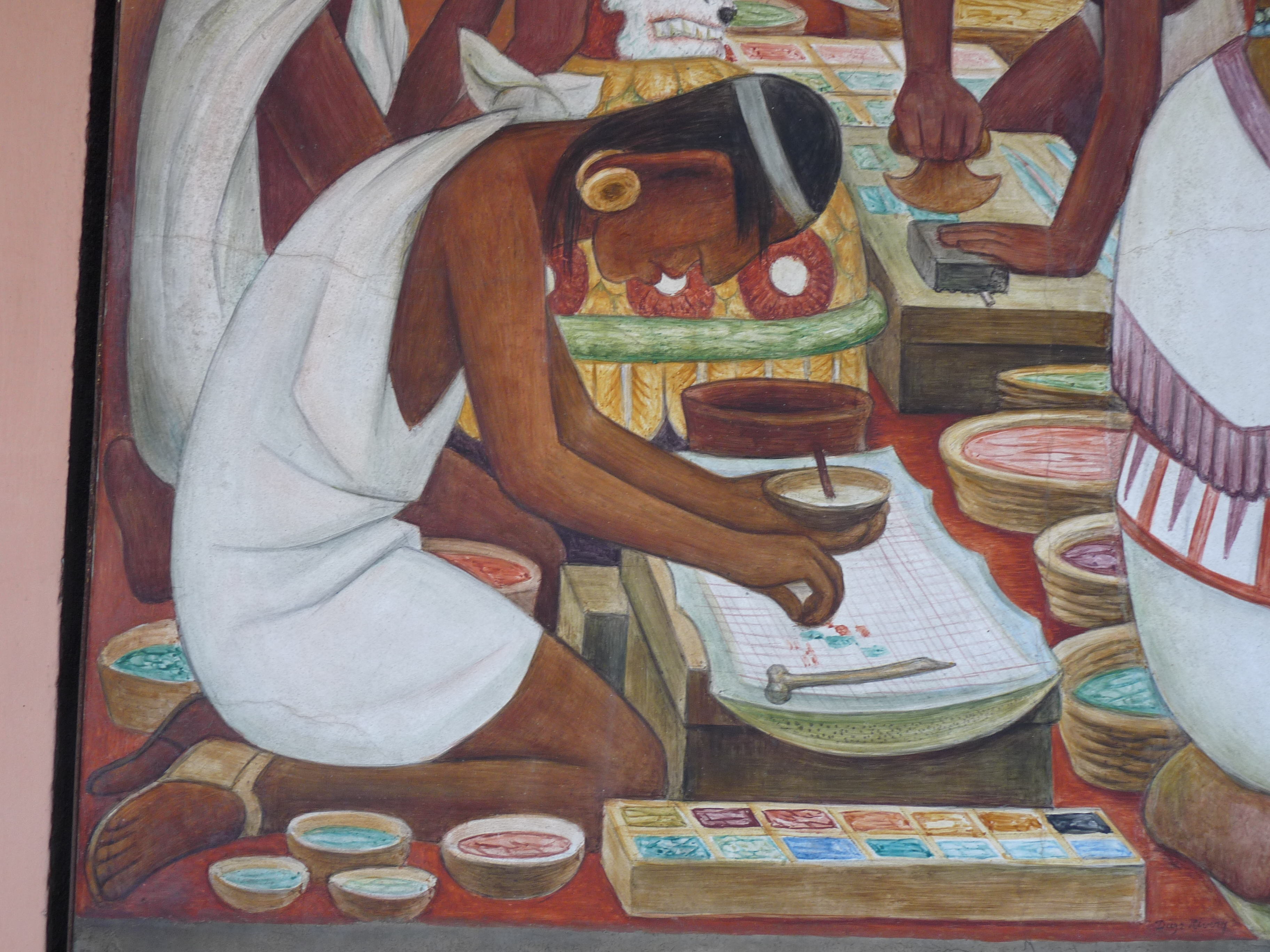
Représentation d'un tlacuilo (Diego Rivera, Palais national).

Le mot nahuatl « tlacuilo » (pl. « tlacuiloque ») désigne un scribe-peintre de codex mésoaméricain. À l'époque préhispanique, ils étaient membres de l'aristocratie (« pipiltin »).